# 工藤鉄男
工藤 鉄男（工藤 鐵男、くどう てつお、1875年8月5日 - 1953年6月16日）は、大正・昭和期の日本の政治家。行政管理庁長官（第3代）。衆議院議員（7期）。参議院議員（1期）。

## 来歴・人物
青森市出身。日本大学法学部を卒業後、二六新報、日本新聞にて記者を務める。日露戦争では従軍記者を務め、日露戦争後は日比谷焼打事件に連座したこともある。
その後ロンドン大学に学び、日大歯科医専講師などを経て青森に帰郷し、普選運動を展開する。1924年の第15回衆議院議員総選挙に憲政会から立候補し、青年団体などの支持を集め初当選する。以後通算当選7回。戦前は憲政会・立憲民政党に所属し、1931年の第2次若槻内閣で文部参与官、1938年の第1次近衛内閣にて厚生政務次官を歴任する。1942年の翼賛選挙では非推薦候補として戦うも落選する。
戦後は1947年の第23回衆議院議員総選挙にて民主党公認で返り咲く。このとき地盤関係を考慮した党は元職の工藤に青森2区への国替えを求め、逡巡したものの応じた。（戦前は出身地で主要な地盤である青森市・東津軽郡を含む青森1区から立候補し当選していた。）一貫して幣原喜重郎を中心とする党内保守派に属し炭鉱国家管理法案に反対したため、1947年11月に原健三郎・佐々木秀世・本間俊一らともに除名される。その後同志クラブ・民主クラブを経て民主自由党に合流、1948年第2次吉田内閣にて行政管理庁長官として入閣するも、翌1949年の第24回衆議院議員総選挙では国替えの影響で現職閣僚でありながら落選し話題となる。その後中央選挙管理会委員。
1950年に行われた第2回参議院議員通常選挙では自由党から立候補。トップ当選で参議院議員として国政に返り咲いた。
1953年6月16日、東京都中野区江古田の自宅で老衰により死去。死没日をもって勲二等旭日重光章追贈（勲三等からの昇叙）、正五位から従三位に叙される。地盤は青森1区が山崎岩男・津島文治、青森2区が三和精一・田沢吉郎、そして参議院青森選挙区が笹森順造にそれぞれ引き継がれた。